# Protestos em Cuba em 2020
Os protestos em Cuba de 2020 foram uma série de manifestações pacíficas em todo o país em Cuba entre 29 de junho de 2020 e 2 de dezembro de 2020, como resultado da morte de Hansel Hernández, ocorrida em 24 de junho de 2020, no distrito de La Lima, Guanabacoa, Havana, após uma altercação com a polícia local. O motivo da altercação foi que Hernández, um homem afro-cubano, teria alegadamente furtado uma loja. Este último, diante da possibilidade de ser preso, tentou fugir. Durante a perseguição de 2 quilómetros, o sujeito atirou pedras aos polícias, que abriram fogo contra Hernández, morrendo este com um tiro nas costas. A versão oficial do governo é que foi apenas um polícia, ferido por pedras atiradas pelo sujeito, que disparou contra Hernández. A foto do corpo foi postada no Facebook por um pedestre local, tornando-se viral em pouco tempo. A Polícia Nacional Revolucionária lamentou o acontecimento, mas afirmou que o sujeito tinha antecedentes criminais. O evento foi interpretado como um ato de brutalidade policial e racismo por parte da comunidade afro-cubana, pela qual Hernández foi chamado de "o George Floyd de Cuba", levando a manifestações em toda a ilha.
Em 29 de junho de 2020, foram realizadas manifestações pacíficas em todo o território, e além de exigirem justiça para Hernández, também exigiram a libertação de opositores como Silverio Portal Contreras. O governo cubano acusou a oposição de propagar notícias falsas; por outro lado, o governo foi criticado pelas fontes utilizadas pelos meios de comunicação relacionados provenientes de um canal do YouTube com acusações de racismo, homofobia, e transfobia. No dia 30 de Julho, membros das Forças Armadas Revolucionárias de Cuba foram transferidos para vários pontos de Havana para controlar as manifestações. O Comité para a Proteção dos Jornalistas informou que a empresa estatal ETECSA cortou o acesso à internet em Cuba para evitar o aumento das manifestações.